# Морская Полиция: Лос-Анджелес (Сезон 11)
Сериал «Морская полиция: Лос-Анджелес», премьера которого состоялась на телеканале CBS 22 сентября 2009 года.
Сериал является спин-оффом сериала «Морская полиция: Спецотдел».
Действие сериала разворачивается в Лос-Анджелесе, штат Калифорния.
Одиннадцатый сезон стартовал 29 сентября 2019 года на канале CBS в 2019-2020 телевизионный сезон.. Сезон будет состоять из 24 серий.

## В ролях

### Основной состав
| Имя            | Исполнитель         | В ролях    | Периодический персонаж |
| -------------- | ------------------- | ---------- | ---------------------- |
| Джи Каллен     | Крис О’Доннелл      | весь сезон | н/д                    |
| Кенси Блай     | Даниэла Руа         | весь сезон | н/д                    |
| Сэм Ханна      | LL Cool J           | весь сезон | н/д                    |
| Марти Дикс     | Эрик Кристиан Олсен | весь сезон | н/д                    |
| Генриетты Лэнг | Линда Хант          | весь сезон | н/д                    |
| Эрик Бил       | Барретт Фоа         | весь сезон | н/д                    |
| Нелл Джонс     | Рене Фелис Смит     | весь сезон | н/д                    |
| Шей Мосли      | Лонг, Ниа           | весь сезон | н/д                    |

## Эпизоды
| № | #  | Название                                                | Режиссёр          | Сценарист                                                                                 | Дата показа в США | Зрители США (миллионы) |
| --- | -- | ------------------------------------------------------- | ----------------- | ----------------------------------------------------------------------------------------- | ----------------- | ---------------------- |
| 241 | 1  | «Пусть судьба решает» «Let Fate Decide»                 | Кристина Мур      | Кайл Харимото                                                                             | 29 сентября 2019  | 6.44                   |
| Каллен и Сэм работают с капитаном военно-морского флота Хармоном Раббом-младшим, чтобы задержать шпионов на борту USS Allegiance; Хэтти пытается нейтрализовать ракетную атаку на Ближнем Востоке; Кензи и Дикс оказываются в ловушке в мобильном подразделении ЦРУ в Ираке во время нападения.   |    |                                                         |                   |                                                                                           |                   |                        |
| 242 | 2  | «Приманка» «Decoy»                                      | Деннис Смит       | Кайл Харимото                                                                             | 6 октября 2019    | 6.70                   |
| Столкнувшись с многочисленными делами по всему миру, команда распалась: Каллен и Сэм работают в Тель-Авиве, а Кензи сотрудничает с агентом Министерства юстиции Лэнсом Хэмилтоном в Лос-Анджелесе.                                                                                                |    |                                                         |                   |                                                                                           |                   |                        |
| 243 | 3  | «Аве Мария» «Hail Mary»                                 | Бенни Бум         | Р. Скотт Геммилл и Фрэнк Милитари                                                         | 13 октября 2019   | 6.63                   |
| Адмирал Киллбрайд просит помощи команды, чтобы помочь спасти похищенного офицера морской разведки, но команда раздражается тем, что он скрывает информацию. |    |                                                         |                   |                                                                                           |                   |                        |
| 244 | 4  | «Желтый Джек» «Yellow Jack»                             | Терренс О'Хара    | Эндрю Бартельс                                                                            | 20 октября 2019   | 6.40                   |
| Каллен и Сэм работают с капитаном военно-морского флота Хармоном Раббом-младшим, чтобы задержать шпионов. Хетти пытается предотвратить ракетный удар и развязывающуюся очередную войну на Ближнем Востоке.                                                                                        |    |                                                         |                   |                                                                                           |                   |                        |
| 245 | 5  | «Прованс» «Provenance»                                  | Лили Мария        | Джордана Льюис Джаффе                                                                     | 27 октября 2019   | 6.09                   |
| Команда разыскивает украденную картину стоимостью 40 миллионов долларов, поскольку произведение искусства продается на черном рынке, а вырученная за нее сумма пойдет для финансирования террористической деятельности.                                                                           |    |                                                         |                   |                                                                                           |                   |                        |
| 246 | 6  | «Кровавый бриллиантовый план» «A Bloody Brilliant Plan» | Теренс Найтингалл | Телепередача: Френк Милитари Рассказ: Теренс Найтинголл и Кейт Д. Мартин и Френк Милитари | 3 ноября 2019     | 5.71                   |
| Команда неохотно присоединяется к двум бывшим преступникам из Англии (Рики Дорси и Фрэнки Болтону), когда авторитетный торговец оружием похищает дочь Рики в попытке получить опасную систему оружия.                                                                                             |    |                                                         |                   |                                                                                           |                   |                        |
| 247 | 7  | «Конкурс элегантности» «Concours D'Elegance»            | Яншом Брауэн      | Ли А. Карлайл                                                                             | 10 ноября 2019    | 6.04                   |
| Команда морской полиции связывает кражу прототипа подводного беспилотника с тщательно продуманной вечеринкой стримера видеоигр. |    |                                                         |                   |                                                                                           |                   |                        |
| 248 | 8  | «Отдел кадров» «Human Resources»                        | Джеймс Хэнлон     | Джо Сакс                                                                                  | 17 ноября 2019    | 6.51                   |
| После того, как лейтенант ВМС исчезает с места автомобильной аварии, команда морской полиции обрабатывает место преступления и обнаруживает, что его ноутбук пропал вместе с недавно полученной конфиденциальной информацией для отставных морских котиков.                                       |    |                                                         |                   |                                                                                           |                   |                        |
| 249 | 9  | «Убить Била: Том 1» «Kill Beale Vol. 1»                 | Эрик А. Пот       | Саманта Часс и Р. Скотт Геммилл                                                           | 24 ноября 2019    | 6.35                   |
| Каллен и Сэм отправляются в Сан-Франциско на поиски Билла после того, как он был похищен во время тайной миссии для Хэтти. |    |                                                         |                   |                                                                                           |                   |                        |
| 250 | 10 | «Мать» «Mother»                                         | Дэннис Смит       | Бабар Пирзада & Эрик Кристиан Олсен                                                       | 1 декабря 2019    | 6.42                   |
| Ахос Лаос, бывший агент секретных операций, первоначально завербованный и обученный Хетти Ланге, возвращается, чтобы отомстить Хетти за ту жизнь, с которой она его познакомила. |    |                                                         |                   |                                                                                           |                   |                        |
| 251 | 11 | «Ответ» «Answers»                                       | Фрэнк Милитери    | Кайл Харимото                                                                             | 8 декабря 2019    | 6.42                   |
| Пока команда расследует кражу компьютерного вируса, Каллен и Сэм обдумывают свое будущее в агентстве, Кензи и Дикс обсуждают рождение детей, а Эрик и Нелл анализируют влияние тайного задания Эрика на их отношения. Кроме того, команда отслеживает Мару, жуликоватого высококлассного банкира. |    |                                                         |                   |                                                                                           |                   |                        |
| 252 | 12 | «Основа» «Groundwork»                                   | Бенни Бум         | Эрин Бродхерст                                                                            | 5 января 2020     | 5.72                   |
| Офицер ЦРУ Вероника Стивенс просит команду морской полиции о помощи, когда сельскохозяйственный инженер Хетти попросил ее привезти в Соединенные штаты исчезает. |    |                                                         |                   |                                                                                           |                   |                        |
| 253 | 13 | «Высшее общество» «High Society»                        | Джон Кусакис      | Чэд Мазеро                                                                                | 12 января 2020    | 6.37                   |
| После роста числа смертей, вызванных употреблением опиоидов на черном рынке, команда морской полиции связывает уличный наркотик с финансированием террористической деятельности. |    |                                                         |                   |                                                                                           |                   |                        |
| 254 | 14 | «Вопросы обязательств» «Commitment Issues»              | Джеймс Хэнлон     | Джордана Льюис Джаффе                                                                     | 16 февраля 2020   | 6.05                   |
| 255 | 15 | «Круг» «The Circle»                                     | Диана Валентайн   | Эндрю Бартельс                                                                            | 23 февраля 2020   | 6.20                   |
| 256 | 16 | «Алсиядун» «Alsiyadun»                                  | Дэннис Смит       | Скотт Геммилл                                                                             | 1 марта 2020      | 6.49                   |
| 257 | 17 | «Следить за мной» «Watch Over Me»                       | Дэн Лью           | Кайл Харимото                                                                             | 8 марта 2020      | 6.56                   |
| 258 | 18 | «Потерянное время» «Missing Time»                       | Янгзом Брауен     | Эндрю Бартельс                                                                            | 22 марта 2020     | 7.44                   |
| 259 | 19 | «Удача благоволит храбрым» «Fortune Favors the Brave»   | Эрик А. Пот       | Скотт Геммилл                                                                             | 29 марта 2020     | 7.01                   |
| 260 | 20 | «Сбить» «Knock Down»                                    | Тони Уормби       | Джордана Льюис Джаффе                                                                     | 12 апреля 2020    | 6.77                   |
| 261 | 21 | «Убийство ворона» «Murder of Crows»                     | Сюзанна Зальц     | Чэд Мазеро                                                                                | 19 апреля 2020    | 6.89                   |
| 262 | 22 | «Норма поведения» «Code of Conduct»                     | Фрэнк Милитери    | Фрэнк Милитери                                                                            | 26 апреля 2020    | 5.26                   |